# Lexhy
Lexhy is een gehucht van Horion-Hozémont, een deelgemeente van de Belgische gemeente Grace-Hollogne.

## Geschiedenis
Oorspronkelijk was Lexhy de zetel van een heerlijkheid, die ook de plaatsen Rouveroy en Fontaine omvatte. Deze heerlijkheid maakte deel uit van het Prinsbisdom Luik, maar in 1332 werd ze door de prinsbisschop verkocht aan het Sint-Lambertuskapittel te Luik. In 1492 werd de heerlijkheid opnieuw verkocht en kwam, via verkoop of vererving, in de daaropvolgende eeuwen aan diverse families.
In de 14e eeuw bezat de rentmeester van Hozémont een kasteel te Rouveroy. Tot 1486 voerden zijn nakomelingen de titel van Heer van Rouveroy.
In zowel Lexhy als in Rouveroy is sprake geweest van een kapel op het zich daar bevindende kasteel. In 1533 was er sprake van een aan Sint-Paulus gewijde kapel te Fontaine.

## Bezienswaardigheden
- Kasteel van Lexhy
- Kapel van Lexhy
- Kasteelboerderij van Lexhy
- Kasteel van Fontaine (Lexhy)

## Natuur en landschap
Lexhy ligt op het Haspengouws Plateau, op een hoogte van ongeveer 180 meter. Merkwaardig is het Rond-Point de Blanckart-Surlet, gelegen nabij het kasteel, waar zes wegen, plus een toegangsweg tot het kasteel, samenkomen. Het kasteel is omringd door een uitgestrekt park en bossen.

## Nabijgelegen kernen
Horion, Hozémont, Cahottes, Velroux, Voroux-Goreux, Roloux, Jeneffe